# Pludry (spodnie)
Pludry (niem. Pluderhosen od pludern – odstawać, wybrzuszać się; Hosen – spodnie) – krótkie sukienne spodnie sięgające kolan (lub jeszcze krótsze – do połowy uda), z bufiastymi nogawkami. Miały pionowe rozcięcia, spod których widoczna była barwna podszewka z tafty. Były częścią dawnego stroju dworskiego, rzadziej żołnierskiego. Pojawiły się w XVI-wiecznych Niemczech, skąd wkrótce rozpowszechniły się w innych krajach europejskich. 
W Polsce XVII i XVIII wieku pludrami nazywano każde krótkie spodnie sięgające ponad kolana.

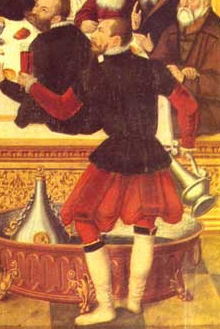
Mężczyzna w pludrach – fragment Ostatniej wieczerzy Lucasa Cranacha Młodszego
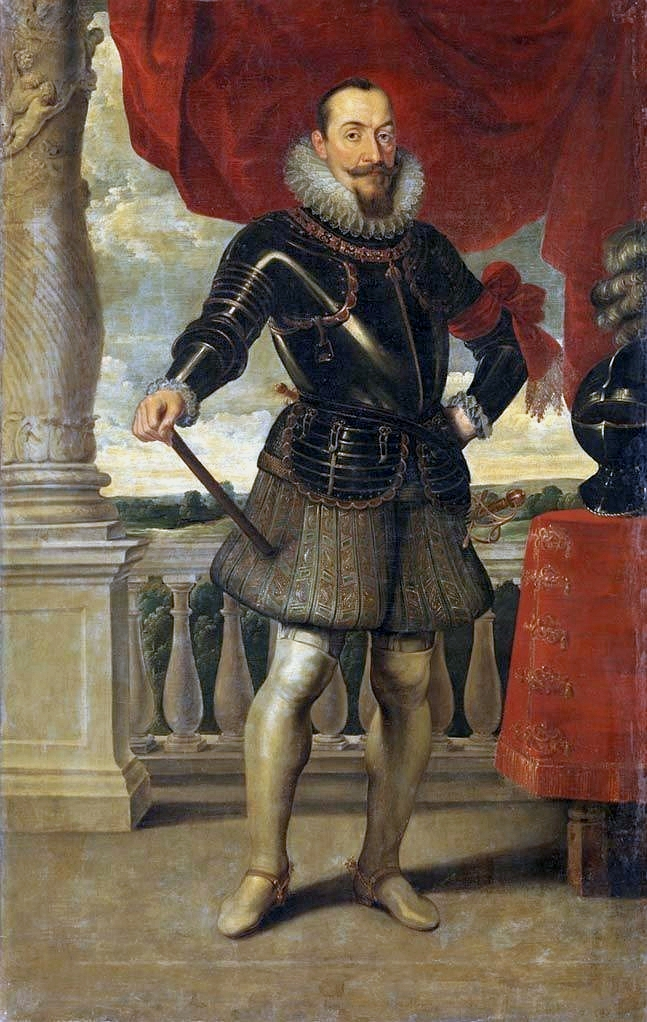
Zygmunt III w pludrach w stylu hiszpańskim, podczas gdy jednym z popularniejszych rodzajów w pludrów w Hiszpanii w tym czasie były pludry w stylu polskim